# Разградско македонско благотворително братство
Разградско македонско благотворително братство „Пелистер“ е организация на бежанците от областта Македония, установили се в Разград.

## История
На 1 юли 1885 година в София, по покана на софийското дружество „Македонски глас“, се събират на конгрес в София представители на 18 македонски дружества от България, сред които и на Разградското.
На Първия македонски конгрес, провел се в София на 19 – 28 март 1895 година, е основана Македонската организация, която бързо започва да образува клонове в цялата страна. Дружеството в Разград участва активно в дейността на Организацията. На Петия конгрес от 26 до 29 юли 1898 година делегат е Славчо Бабаджанов, който е и председател на дружеството. На Осмия конгрес от 4 до 7 април 1901 година делегат е Сава Попов.
След Първата световна война дружеството е възстановено като благотворително братство, част от Съюза на македонските емигрантски организации. 
В началото на 1924 година е учредено братството и си избира ръководство в състав Н. Башев (председател), Д. Попов (подпредседател), Д. Робски (секретар), Х. Илиев (касиер) и съветници Б. Кабранджиев, М. Д. Хуманджиев и С. Денков. В контролната комисия влизат Г. Пенчев, М. К. Монасиев и Софр. Анастасов.